# Sprint Corporation
Sprint Corporation — американская бывшая телекоммуникационная компания. Благодаря почти 58 млн абонентов, компания являлась четвёртой по количеству абонентов мобильной связи в США после Verizon Wireless, AT&T Mobility и T-Mobile US. Штаб-квартира компании располагалась в Оверленд-парке, Канзас. 
Была поглощена компанией T-Mobile в 2020 году.

## История
История телефонных компаний Канзаса начинается в 1899 году, когда была основана Brown Telephone Company. К 1925 году эта компания собрала под своим контролем 68 дочерних компаний, в основном телефонных. Однако в годы Великой депрессии часть из них обанкротилась, и в 1938 году была основана новая компания, вобравшая в себя выстоявшие части предшественницы. Она была зарегистрирована под названием United Utilities, Inc., в 1972 году изменила название на United Telecommunications (United Telecom).
Компания Southern Pacific Communications (SPC), подразделение Южно-тихоокеанской железной дороги, начала работу в конце 1970-х. Позже изменила название на US Sprint, аббревиатура от Southern Pacific Railroad Internal Networking Telephony (внутренняя телефонная сеть Южно-тихоокеанской железной дороги).
Обе компании работали независимо от Системы Белла (AT&T). В 1991 году United Telecom завершила покупку компании US Sprint и с 1992 года начала называться Sprint Corporation.
В 2005 году в результате слияния Sprint Corporation c Nextel Communications (сумма сделки $35 млрд) образовалась компания Sprint Nextel Corporation. С финансовой точки зрения это слияние оказалось для Sprint Corporation крайне невыгодным. Стоимость активов Nextel Communications оказались завышенными в 5 раз, после их переоценки в 2007 году Sprint Nextel понесла чистый убыток в $29,444 млрд. После этого компания седьмой год подряд заканчивает с убытком. В 2006 году было выделено в самостоятельную компанию подразделение городской стационарной связи.
В 2012 году японская телекоммуникационная компания SoftBank приобрела около 80 % компании Sprint Nextel, после чего название компании снова стало Sprint Corporation.
В апреле 2018 года было объявлено о слиянии Sprint Corporation с T-Mobile US, Inc. (дочерней компанией Deutsche Telekom); эти две компании занимают соответственно четвёртое и третье места на рынке мобильной связи США. Объединённая компания будет называться T-Mobile, 42 % акций в ней будет принадлежать Deutsche Telekom, 27 % будут у SoftBank, остальные будут котироваться на бирже. Поскольку после слияния на рынке останутся только три федеральных (то есть работающих на всей территории США) оператора мобильной связи (с Verizon Wireless и AT&T Mobility), то согласование сделки затянулось более, чем на год, генеральные прокуроры 15 штатов подали в суд, требуя заблокировать слияние как нарушающее антимонопольное законодательство.

## Деятельность
Основное направление деятельности — предоставление услуг беспроводной (мобильной) связи. В финансовом году, закончившемся 31 марта 2019 года, выручка составила $33,6 млрд, из этой суммы на мобильную связь пришлось $32,5 млрд, $22,9 млрд принесли услуги связи, $5,6 млрд — продажа оборудования, $5,1 млрд — сдача оборудования в аренду. Подразделение стационарной связи дало $1,3 млрд, компания предоставляет услуги междугородней связи, обслуживает корпоративных клиентов, а также это подразделение обеспечивает кабельную связь передатчиков подразделения мобильной связи.
| Год                    | 2002   | 2003   | 2004   | 2005  | 2006  | 2007    | 2008   | 2009   | 2010   | 2011   | 2012   | 2013   | 2014 (I кв.) | 2015   | 2016   | 2017   | 2018  | 2019   |
| ---------------------- | ------ | ------ | ------ | ----- | ----- | ------- | ------ | ------ | ------ | ------ | ------ | ------ | ------------ | ------ | ------ | ------ | ----- | ------ |
| Оборот                 | 20,89  | 20,41  | 21,65  | 28,79 | 41,03 | 40,15   | 35,64  | 32,26  | 32,56  | 33,68  | 35,35  | 35,49  | 8,88         | 34,53  | 32,18  | 33,35  | 32,41 | 33,60  |
| Операционная прибыль   | 0,417  | -0,729 | -1,999 | 2,141 | 2,484 | -28,740 | -2,642 | -1,398 | -0,595 | 0,108  | -1,820 | -1,855 | 0,42         | -1,895 | 0,310  | 1,764  | 2,727 | 0,398  |
| Чистая прибыль         | -0,522 | -1,306 | 2,006  | 0,821 | 0,995 | -29,44  | -2,796 | -2,436 | -3,465 | -2,890 | -4,326 | -3,018 | -0,151       | -3,345 | -1,995 | -1,206 | 7,377 | -1,934 |
| Активы                 | 45,11  | 42,68  | 41,32  | 102,8 | 97,16 | 64,30   | 58,55  | 55,42  | 51,65  | 49,38  | 51,57  | 86,10  | 84,69        | 82,84  | 78,98  | 85,12  | 85,46 | 84,60  |
| Собственный капитал    | 12,11  | 13,11  | 13,52  | 52,23 | 53,44 | 22,45   | 19,92  | 18,10  | 14,55  | 11,43  | 7,087  | 25,58  | 25,31        | 21,71  | 19,78  | 18,81  | 26,36 | 26,07  |
| Сотрудников, тыс. чел. | 72,2   | 66,9   | 60,0   | 79,9  | 64,6  | 60,0    | 56,0   | 40,0   | 40,0   | 39,0   | 38,0   | 36,0   | 31,0         | 31,0   | 30,0   | 28,0   | 30,0  | 28,5   |

## Собственники и руководство
На май 2015 года было зарегистрировано около 30 тысяч акционеров Sprint Corporation. Крупнейшие акционеры Sprint Corporation: SoftBank Group Corp (82,96 %), Dodge & Cox (4,36 %), Dodge & Cox Stock Fund (2,72 %), Invesco Advisers, Inc (1,47 %), Ontario Teachers Pension Plan Board (1,04 %). Рыночная капитализация составляла около $15 млрд.
Председателем совета директоров с 2013 по 2018 год был Масаёси Сон, основатель японской компании SoftBank, которая владеет 80 % акций Sprint Corporation.
Пост президента и CEO с 2014 по 2018 год занимал Марчело Клауре (Marcelo Claure), в 2018 году занял пост председателя совета директоров. Клауре родился в 1970 году в Боливии. В 1993 году окончил Университет Бентли в Массачусетсе. В 1997 году основал компанию Brightstar Corporation, которую продолжает возглавлять. SoftBank с 2013 года является держателем 57 % акций Brightstar Corporation.